# Can Déu del Veïnat
Can Déu del Veïnat és un edifici del municipi de Sant Feliu de Codines (Vallès Oriental) inclosa en l'Inventari del Patrimoni Arquitectònic de Catalunya.

## Descripció
Edifici de planta rectangular, consta de semisoterrani, planta baixa, dos pisos i golfa. La coberta és a dues vessants. La façana principal és simètrica, però està desequilibrada per un cos amb galeria a la segona planta. Les finestres són de pedra amb arc pla. Zona rural rodejada de camps de conreu. Està al vessant sud del Serrat de la Galaieta.

## Història
Can Déu del Veïnat es comença a trobar citat en arxius històrics del segle xvii. El cognom Déu té tres categories de famílies: els Déu del Veïnat; els Déu nobles o rics, establerts a Can Déu Ric i els Déu menys acomodats, paraires, establerts al carrer Tomàs Borrell. La genealogia dels Déu del Veïnat es forma pròpiament al s. XVIII. Trobem un tal Isidre Déu del Veïnat el 1728 a la llista dels obrers de la parròquia.